# 市野瀬潜
市野瀬 潜（いちのせ ひそむ、1879年4月25日 - 1948年12月6日）は、日本の実業家。日本新薬社長、会長を務めた。大分県出身。

## 経歴・人物
大分県南海部郡明治村(現在の佐伯市)出身。1897年に私立薬学校(現在の東京薬科大学)を卒業し、神戸税関での勤務を経て、1903年に織田自然堂の支配人に就任した。
1911年に京都新薬堂として独立し、1919年に日本新薬が設立した際には、専務に就任した。1929年7月に代表取締役に就任し、1936年7月に取締役社長に就任し、1946年7月に取締役会長に就任した。京都商工会議所常議員も務めた。